# Jørn Krab
Jørn Krab   (Haderslev, 3 de desembre de 1945) és un remer danès, ja retirat, que va competir durant les dècades de 1960 i 1970. És germà del també remer Preben Krab.
El 1968 va prendre part en els Jocs Olímpics d'Estiu de Ciutat de Mèxic, on guanyà la medalla de bronze en la prova del dos amb timoner del programa de rem. Formà equip amb Harry Jorgensen i Preben Krab.